# Mustela haidarum
L'ermellino delle Haida (Mustela haidarum Preble, 1898) è una specie di mustelide endemica di alcune isole al largo del Nord-ovest Pacifico dell'America del Nord, soprattutto le Haida Gwaii in Canada e l'arcipelago Alessandro meridionale nello stato USA dell'Alaska.
In lingua haida questa specie è nota come daayáats’ nella fase estiva bruna e come tlag nella fase invernale.

## Tassonomia
Le tre sottospecie ascritte a questa specie venivano originariamente considerate sottospecie di Mustela erminea, ma nel 2013 è stata riconosciuta la loro differenza rispetto a tutti gli altri ermellini e nel 2021 sono state raggruppate a costituire una specie distinta. Si ritiene che M. haidarum abbia avuto origine circa 375000 anni fa (durante il Pleistocene), e si pensa che sia il frutto di un'antica speciazione attraverso l'ibridazione tra l'ermellino eurasiatico (M. erminea) e quello americano (M. richardsonii). Si pensa che le isole fossero dei refugia glaciali durante l'ultimo massimo glaciale, ed entrambe le specie di ermellino, rimastevi isolate, si sarebbero ibridizzate, mentre le calotte glaciali le isolavano dal resto del mondo, portando così alla formazione di una nuova specie. È stata riconosciuta come specie a sé dall'American Society of Mammalogists.
Ne vengono riconosciute tre sottospecie:
- M. h. haidarum Preble, 1898, delle Haida Gwaii;[7]
- M. h. celenda Hall, 1944, dell'isola del Principe di Galles;
- M. h. seclusa Hall, 1944, dell'isola di Suemez.

## Descrizione
Oltre che per le differenze genetiche, M. haidarum si distingue da M. erminea e M. richardsonii per il cranio allungato; è inoltre il più piccolo delle tre specie di ermellino. Il colore del manto estivo è per lo più marrone cioccolato, ma d'inverno diventa interamente bianco, a eccezione della punta della coda nera, nonostante nelle zone di pianura delle Haida Gwaii nevichi pochissimo.

## Distribuzione e habitat
La specie è presente su alcune isole al largo della costa della Columbia Britannica e dell'Alaska sud-orientale. In Canada è presente nell'arcipelago di Haida Gwaii sulle isole di Graham e Moresby, mentre in Alaska si incontra nell'isola del Principe di Galles e, forse, nell'isola di Suemez. Il suo habitat è costituito dalla foresta pluviale temperata.

## Conservazione
L'habitat dell'ermellino delle Haida si è ridotto sempre più a causa dell'abbattimento di alberi secolari nella foresta nazionale di Tongass, un'area protetta importante per la salvaguardia della specie, nonché dell'estrazione mineraria su scala industriale nelle isole, che colpiscono in modo particolare gli endemismi insulari come M. haidarum. L'espansione della popolazione umana e l'aumento del turismo potrebbero portare a un aumento del rischio di salto di specie di agenti patogeni su M. haidarum, compresi patogeni comuni negli animali domestici come il cimurro canino e i parvovirus, che hanno avuto un impatto negativo su altri mustelidi selvatici. A causa delle scarse notizie che abbiamo sulle specie endemiche di questi arcipelaghi settentrionali, tali minacce devono essere quantificate meglio allo scopo di proteggerle. Anche la martora del Pacifico (Martes caurina) presente nelle Haida Gwaii rappresenta una specie distinta dalle altre martore, a ulteriore conferma che l'habitat insulare ha consentito l'evoluzione di nuove specie distinte.